# VEB Bohr- und Sprengtechnik Berlin
Das VE Autobahnbaukombinat Teilbetrieb Bohr-und Sprengtechnik war ein Betriebsteil des Volkseigenen Autobahnbaukombinats und hatte seine Hauptverwaltung in Berlin, Reinhold-Huhn-Straße, später Charlottenstraße 77, danach Straße 13 Nr. 11. Der Betrieb Bohr- und Sprengtechnik wurde in drei Oberbauleitungen untergliedert:
- Oberbauleitung Nord, Berlin, Clara-Zetkin-Straße, danach Straße 13 Nr. 11
- Oberbauleitung Mitte, Magdeburg, Rogätzer Straße
- Oberbauleitung Süd, Dresden, Würzburger Straße, danach Bamberger Straße 4–6.

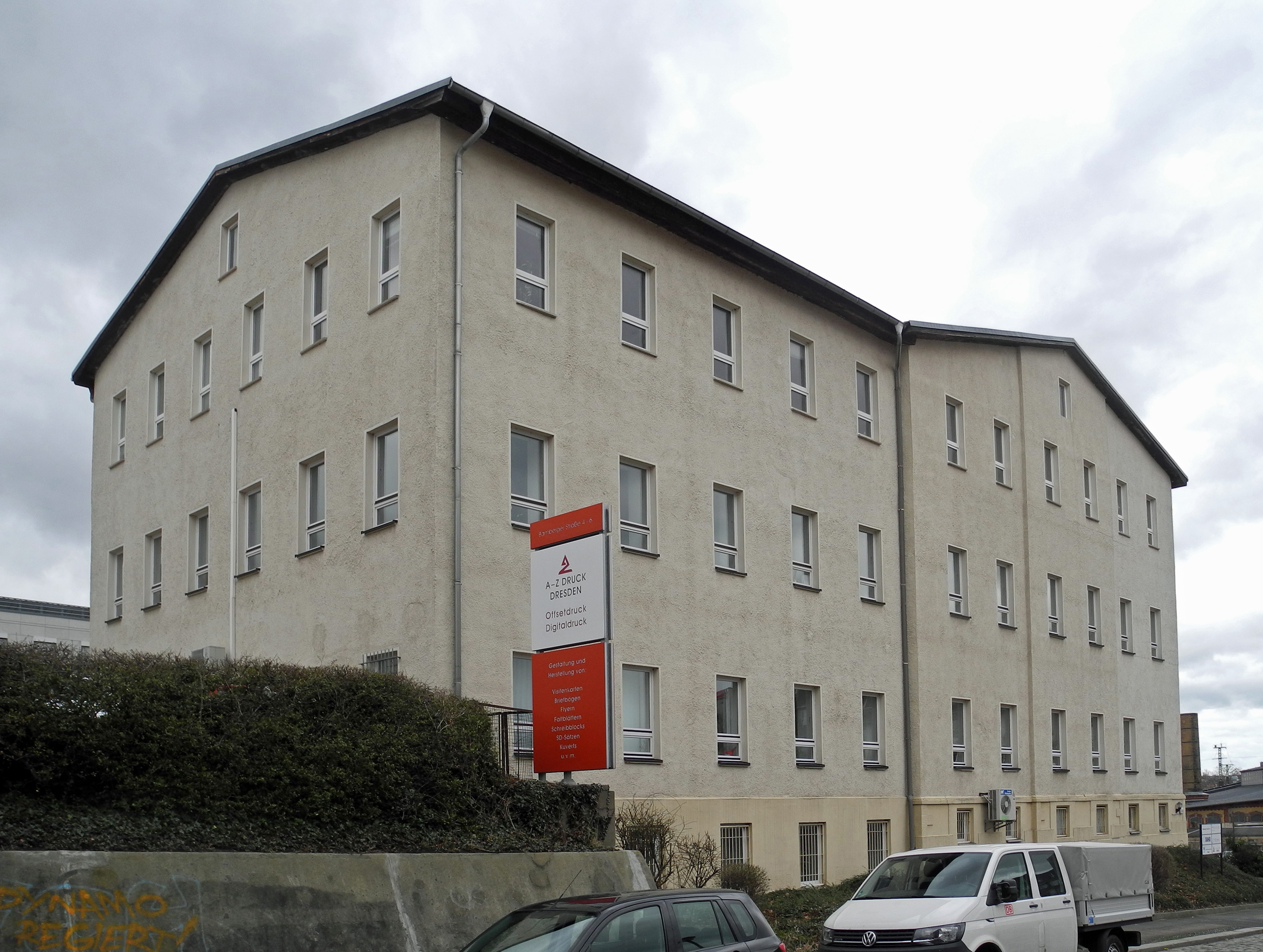
Oberbauleitung Süd, Dresden, Bamberger Straße 4–6

Die Hauptverwaltung des VE Autobahnbaukombinat Teilbetrieb Bohr- und Sprengtechnik in Berlin wurden von folgenden Betriebsdirektoren geleitet:
- 1951–1959: W.Schneider
- 1959–1973: Gerhard Fischer
- 1973–1985: Klaus Thiemer
- 1985–1990: Albert Müller.

## Entwicklung
Der VEB Bergungsbetrieb Berlin wurde im Jahr 1950 gegründet, seine Aufgabe war, die umfangreichen Materialreserven, die sich in den Ruinen, zerstörter militärischer Anlagen auf dem Gebiet der DDR befanden, zu erschließen. Im Jahr 1953 erfolgte die Umbenennung in VEB Baustoffbergung und im Jahr 1955 in VEB Montagebau Berlin, mit den entsprechenden Bohr- und Sprengkapazitäten. Mit Bildung des VEB Spezialbaukombinat Verkehrsbau, Betrieb Bohr- und Sprengtechnik im Jahr 1964 wurden die Voraussetzungen für eine weitere Spezialisierung geschaffen. Der Betrieb übernahm im Jahr 1968 im Rahmen des Autobahnbaukombinates auf dem gesamten Gebiet der DDR und im Ausland als spezialisierter Produktionsbetriebe die Durchführung sämtlicher übertägiger Sprengarbeiten sowie das Erstellen und Anfertigen sprengtechnischer Projekte und Gutachten und hat die Führungsaufgabe der technisch-wissenschaftlichen Entwicklung auf dem Gebiet der Bohr- und Sprengtechnik übernommen. In Wahrnehmung der Leitfunktion dafür und der sprengtechnischen Ausbildung und Projektierung erfolgte auf nationalem und internationalem Gebiet eine enge freundschaftliche Zusammenarbeit mit Hochschulen, Instituten und Betrieben. Seit dem Jahr 1965 nahm der VEB Bohr- und Sprengtechnik die Funktion des Leitbetriebes für die Sprengtechnik im Bauwesen der DDR wahr. Im Zuge des Aufbaues der Hauptstadt der DDR, Berlin wurden dem Betrieb ab dem Jahr 1973 auch Verkehrsbauarbeiten übertragen. Das führte zur Bildung der Oberbauleitung Tiefbau im Jahre 1974 und der Oberbauleitung Straßenbau im Jahr 1978 und später Umfirmierung des Betriebes Bohr- und Sprengtechnik zum Betrieb Verkehrsbau Berlin. Beschäftigte:
| Jahr | Beschäftigte |
| ---- | ------------ |
| 1965 | 0694         |
| 1970 | 0783         |
| 1975 | 0887         |
| 1980 | 1597         |
| 1985 | 1610         |
| 1988 | 1595         |

## Leitbetrieb für Sprengtechnik im Bauwesen der DDR und Spezialprojektant für Sprengtechnik
Die Kollektive des Spezialbetriebes verfügten über Mitarbeiter mit geschultem Spezialwissen und Kenntnissen auf den Gebieten:
- Gebäude-, Fundament-, Schornstein- und Ruinensprengungen.
- Sprengungen von Mauerwerken aller Art, Beton und Stahlbeton, auch im Innenbereich.
- Felssprengungen für Verkehrs- und Tiefbauarbeiten
- Stahlsprengungen
- Unterwassersprengungen bei Hafenbauarbeiten zur Beseitigung von Hindernissen.
- Sprengarbeiten zur Herstellung von Dükergräben und sonstigen Regulierungsarbeiten.
- Moorsprengungen für besondere Bauvorhaben
- Sprengarbeiten für den Landschafts- und Küstenschutz
- Sprengen von Gräben, Kanälen und Frostböden
- Stubben-, Mist- und Dungsprengungen für die Land- und Forstwirtschaft
- Betonbrennschneidarbeiten für Spezialabbrüche und Rekonstruktionen
- Demontage und Verschrottungsarbeiten bei Rekonstruktionsmaßnahmen der Industrie.[3][4]

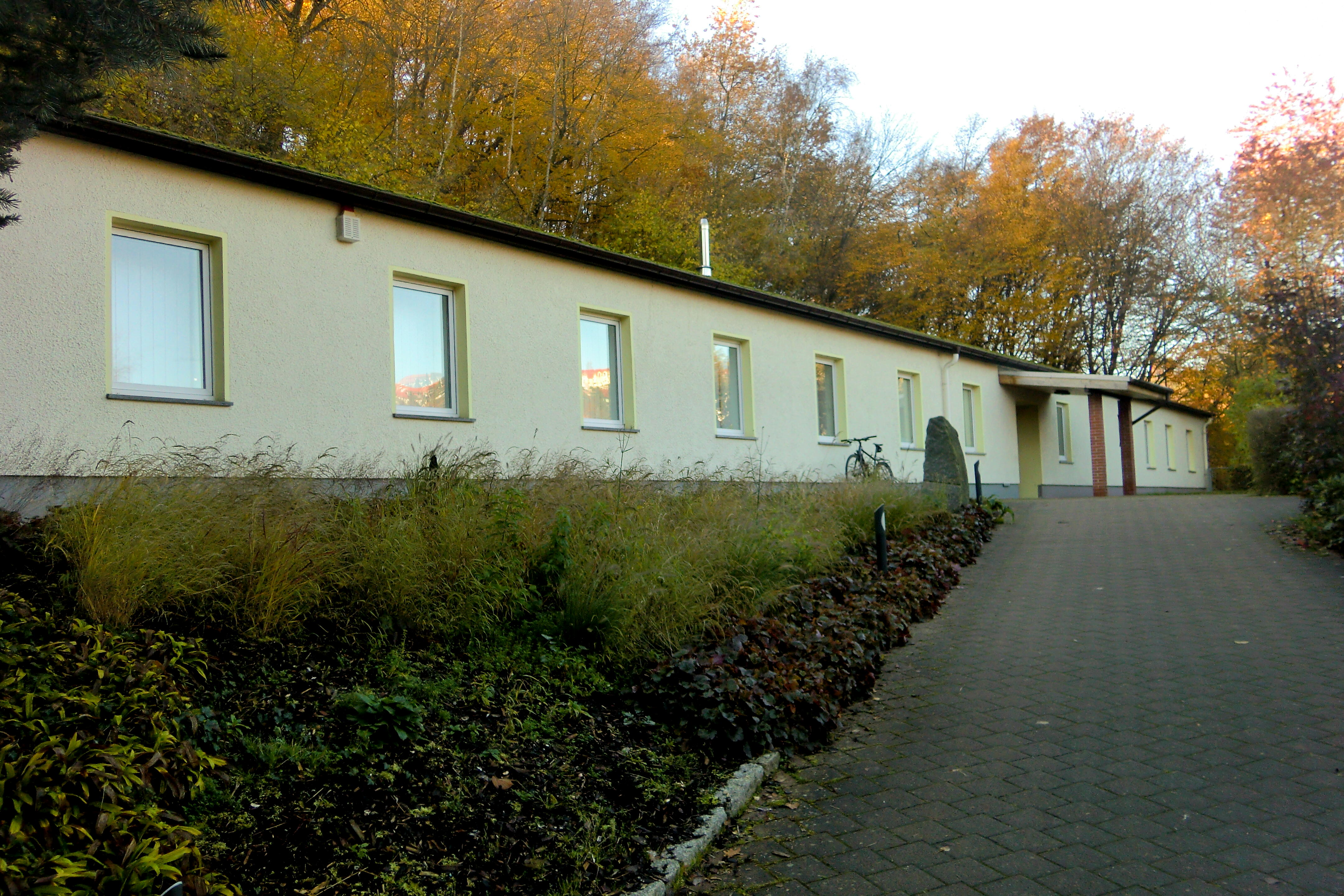
Dresdner Sprengschule

Die Qualifizierung und Ausbildung auf dem Gebiet der Bohr- und Sprengtechnik, der Demontage und weiteren Spezialgebieten erfolgte in der betriebseigenen heute noch existierenden Schule, der Sprengschule Dresden. Diese Schule entwickelte sich zu einer leistungsstarken Betriebsschule des Autobahnbaukombinates. Durchschnittlich wurde jeder Mitarbeiter einmal jährlich geschult. Durch den nationalen und internationalen hervorragenden Ruf des Betriebes und der Bildungseinrichtungen wurden Lehrgänge für Teilnehmer aus dem sozialistischen und nichtsozialistischen Wirtschaftsgebiet durchgeführt. Der hohe Ausbildungsbestand war die Voraussetzung für ein planmäßiges und hochwertiges Entwicklungstempo bei modernen Verfahren und Technologien. Beispielgebend hier aufgeführte Schwerpunktobjekte:

### Schwerpunktobjekte
- Ostseehafen Rostock
- Chemiekombinat Bitterfeld
- BKK „Gustav Sobottka“ Amsdorf, Bergbau
- Autobahnbau Leipzig-Dresden, Tiefbauarbeiten, Fels-, Moor- und Abbruchsprengungen
- Synthesewerk Schwarzheide
- Internationale Ferngasleitung Nordlicht sowie Äthylenleitung DDR-ČSSR
- Autobahnbau Berlin-Rostock
- Elektrifizierung der Fernverbindungen und Gebirgsstrecken der Deutschen Reichsbahn
- Bergelagerung Bielatal im Erzgebirge
- Kavernenkraftwerk Markersbach
- Schaffen von Baufreiheit in den Großstädten (Enttrümmerung der Kriegsschäden) Dresden, Magdeburg Berlin, Potsdam...
- PCK Schwedt
- Zementwerk Rüdersdorf – Schaumkalkgewinnung
- Betrieb Böhlen
- Stahl- und Walzwerke Hennigsdorf, Brandenburg, Freital und Unterwellenborn
- Industriewerk Ludwigsfelde
- Braunkohleveredlungswerk Schwarze Pumpe
- Schornsteinrekonstruktion in den Kraftwerken Boxberg und Hagenwerder

Speziell für Berlin sind folgende Bauvorhaben durch das hervorragend ausgebildete Fachpersonal von bedeutender Wichtigkeit unter komplizierten Bedingungen gelöst worden:
- Abbruch des alten Gaswerkes am Thälmannpark
- Abbruch des alten Friedrichstadtpalastes
- Demontage Brücke Leninallee
- Abbruch vom Ostbahnhof
- Baufreiheit für das Internationale Handelszentrum, Sport- und Erholungszentrum, Warenhaus am Ostbahnhof, Friedrichstadtpalast, Grand- und Domhotel Neuaufbau des Schauspielhauses und die Gesamtgestaltung des Platzes der Akademie.[3][4]

## Nichtsozialistisches Ausland
Zur Lösung von Exportaufgaben waren Spezialkapazitäten im nichtsozialistischen Ausland tätig. Folgende Auslandseinsätze konnten unter anderen zur Devisengewinnung erfolgreich getätigt werden: 
| Nr. | Datum             | Land           | Bauvorhaben                                                    |
| --- | ----------------- | -------------- | -------------------------------------------------------------- |
| 1   | Jan.-März 1980    | VR Mocambique  | Herstellen von Eisenbahnbehelfsbrücken                         |
| 2   | 1983 - 85         | Irak           | Neue Eisenbahnlinie von Bagdad über Al-Quaim nach Akashat      |
| 3   | 1984 - 88         | Libyen         | Getreidesilos von Derna bis Baida                              |
| 4   | 3.4.- 29.8.84     | BRD            | Brückenbau in Schleswig-Holstein                               |
| 5   | 12.3.84 – 14.8.87 | Aden VDR Jemen | 3 Spannbetonbrücken 1 Tunnel                                   |
| 6   | 1985 - 88         | BRD            | Fertigung und Lieferung von Stahlkonstruktionen für Brückenbau |
| 7   | 1.9.1985 - 1990   | Ghana, Kumasi  | 94 km mehrspurige Stadtstraßen                                 |
| 8   | 1985              | Äthiopien      | Zementwerk                                                     |
| 9   | 1985 - 88         | Kuba           | Straßen-und Brückenbau                                         |

Der Betrieb Bohr- und Sprengtechnik und Industrieabbrüche hatte eine führende Rolle nicht nur innerhalb der DDR, sondern auch im nichtsozialistischen Ausland und war ein leistungsfähiger anerkannter Partner mit hohen technischen Wissen und Können.

## Nach 1990
Im Rahmen der deutschen Wiedervereinigung wurde das ABK umbenannt in Verkehrsbauunion Magdeburg und über die Treuhandanstalt im Jahr 1990 an die Grünzweig und Hartmann AG verkauft. Diese Gesellschaft gehörte zur General des Eaux Paris, die im Jahr 1994 der Straßen- und Spezialbausparten in der Führung übernahm. Am 3. Juli 1990 wurde die Verkehrsbau Berlin GmbH Teil der Verkehrsbau Union GmbH die als Holding gegründet wurde. Im März 1991 übernahm die deutsche Tochtergesellschaft des damals zweitgrößten französischen Baukonzerns SGE, ein Vorgänger des VINCI-Konzerns, die Verkehrsbau Union GmbH (VBU). In den Folgejahren blieb die gewachsene Betriebsstruktur weitestgehend erhalten.
Die Eurovia GmbH entstand im Jahr 1999 durch die Übernahme der 1918 gegründeten Teerbau-Unternehmensgruppe durch die mit dem SGE-Konzern (heute Vinci) verbundene SGE Verkehrsbau Union GmbH. Diese war aus der 1990 gegründeten Verkehrsbau Union GmbH (vormals VEB Autobahnbaukombinat) hervorgegangen und hauptsächlich in den neuen Bundesländern tätig. Zum Zeitpunkt der Eingliederung verfügte die Teerbau als damals größtes deutsches Straßenbauunternehmen über 23 Niederlassungen und Tochtergesellschaften sowie rund 160 Produktionsstätten. Im Zuge der Übernahme wurde die Teerbau-Hauptverwaltung in Bottrop aufgelöst und ihre Aufgaben in eine neue Dienstleistungsgesellschaft, die Eurovia Services GmbH, eingebracht. Im Geschäftsbereich Abbruch explodierte der Markt aufgrund des maroden Zustandes der ehemaligen DDR-Wirtschaft und Infrastruktur. Da das Unternehmen über herausragende Fachkenntnisse verfügte, wurde es schnell zum Marktführer in den neuen Bundesländern. Zu Beginn der 1990er Jahre gab die Verfügbarkeit neuer Maschinen dem Unternehmen neue Impulse. Longfront- und Hydraulikbagger reduzierten die Handarbeit um ein Vielfaches. Die Sprengtechnik rückte zu Gunsten der Bagger in den Hintergrund.

## Geschäftsführer
Verkehrsbau Berlin GmbH
| Zeitraum  | Geschäftsführer    |
| --------- | ------------------ |
| 1990–1993 | Jürgen Lippok      |
| 1993–1993 | Wolfgang Hopf      |
| 1990–1994 | Detlef Stellmacher |
| 1990–1993 | Klaus Süßenbach    |

Verkehrsbau Union GmbH Berlin
| Zeitraum  | Geschäftsführer    |
| --------- | ------------------ |
| 1990–2001 | Jürgen Lippok      |
| 1993–1993 | Wolfgang Hopf      |
| 1990–1994 | Detlef Stellmacher |
| 1993–1993 | Klaus Süßenbach    |
| 1993–1996 | Klaus-Dieter Lüpke |
| 1996–1998 | Siegfried Eichler  |
| 1998–2001 | Jean-Paul Lubin    |
| 2001–2001 | Dietrich Matten    |
| 2001–2002 | Gerhard Meyer      |
| 2001–2005 | Helmut Schubert    |
| 2002–2007 | Pascal Bardone     |
| ab 2007   | Paul Markgraf      |